# Gina Pellón
Gina Pellón (26 tháng 12 năm 1926 – 27 tháng 3 năm 2014) là một họa sĩ Cuba sống ở Pháp. Bà được biết đến với những bức tranh mang phong cách trừu tượng với màu sắc mạnh mẽ, thường miêu tả phụ nữ. Ngoài ra bà cũng sáng tác những tập thơ.

## Cuộc sống
Sinh ra tại Cumanayagua, Las Villas, bà tốt nghiệp Học viện San Alejandro vào năm 1954 và tham gia giảng dạy tại Học viện Bách khoa Velado, cho đến năm 1957. Năm 1959, bà đến Pháp học, nhưng quá hạn visa để chạy trốn khỏi chế độ độc tài Cuba của Fidel Castro. Vào năm 1960, bà thực hiện triển lãm cá nhân đầu tiên tại Luzern, Thụy Sĩ.
Bà sống ở Paris nơi bà tham gia nhóm COBRA .
Pellón vẫn sống ở đó trong suốt quãng đời còn lại của mình. Bà qua đời vào ngày 27 tháng 3 năm 2014, hưởng thọ 87 tuổi.

## Văn chương
- Gina Pellon: Peintures 1965 – 1999, Edizioni Ae dell'aurora, Verona, Italia, 1999 / M. Wheatley, Marie Claire Anthonioz
- Gina Pellon, Galerie Moderne, 2001, Silkeborg, Denmark
- Gina Pellon, Galerie Moderne, 2006, Silkeborg, Denmark
- Navarrete, William: Visión Crítica de Gina Pellón, Aduana Vieja, Valencia, 2007
- Navarrete, William. (Ed.) "Insulas al pairo: poesía cubana contemporánea en París", Gina Pellón, Aduana Vieja, Cádiz, 2004
- Navarrete, William. (Ed.) "Vendedor de olvidos", Gina Pellón., Editorial Aduana Vieja, Cádiz, 2005
- Pellón, Gina. "Rétrospective", Musées de la ville de Niort, Niort, 1999
- Pellón, Gina. "Cuando los pájaros duermen" Editorial Cernuda, Miami, Fla., 1985